# Ivan Hrdlička
Ivan Hrdlička (ur. 20 listopada 1943 w Bratysławie) – słowacki trener piłkarski, a wcześniej piłkarz grający na pozycji pomocnika lub napastnika. W swojej karierze rozegrał 17 meczów w reprezentacji Czechosłowacji i strzelił w nich 2 gole.

## Kariera klubowa
Przez całą swoją karierę piłkarską Hrdlička związany był z klubem Slovana Bratysława. W sezonie 1962/1963 zadebiutował w nim w pierwszej lidze czechosłowackiej i grał w nim do końca sezonu 1971/1972. Wraz ze Slovanem wywalczył mistrzostwo Czechosłowacji w sezonie 1969/1970. W latach 1963 i 1968 zdobył Puchar Czechosłowacji, a w latach 1968, 1970 i 1972 - Puchar Intertoto. W 1969 roku wystąpił w wygranym 3:2 finale Pucharu Zdobywców Pucharów z Barceloną.

## Kariera reprezentacyjna
W reprezentacji Czechosłowacji Hrdlička zadebiutował 3 listopada 1963 w przegranym 0:2 towarzyskim meczu z Jugosławią. W 1970 roku został powołany na Mistrzostwa Świata w Argentynie. Zagrał na nich w trzech meczach: z Brazylią (1:4), z Rumunią (1:2) i z Anglią (0:1). Od 1963 do 1972 roku rozegrał w kadrze narodowej 27 meczów, w których strzelił 11 goli.